# Beta-Tokoferol
beta-Tokoferol (β-tokoferol) je tip tokoferola sa formulom .